# Comunidade de Vida Cristã
A Comunidade de Vida Cristã - CVX - é uma comunidade mundial composta por leigos católicos organizados em pequenas comunidades de 8 a 12 membros, a fim de unir todas as dimensões de sua vida humana com a sua fé cristã. O objetivo de seus membros é tornarem-se cristãos comprometidos com a Igreja Católica e a sociedade, dando testemunho dos valores humanos e evangélicos nos diversos ambientes de sua vida cotidiana: local de trabalho, lar, paróquia, na esfera social e política. Estas pequenas comunidades fazem parte de comunidades mais amplas em âmbito nacional ou regional, constituindo uma única comunidade mundial. A CVX – Comunidade de Vida Cristã - está presente nos cinco continentes em quase 60 países. Os Exercícios Espirituais de Inácio de Loyola são a fonte específica e instrumento característico de sua espiritualidade.

## Perfil e membros
A CVX é formada de cristãos leigos, homens e mulheres, adultos e jovens de todas as condições sociais.
O estilo de vida da CVX compromete seus membros a buscar, com o auxílio da pequena comunidade, um contínuo crescimento espiritual, humano e apostólico. Isto comporta, na prática: participação na Eucaristia, intensa vivência dos sacramentos, prática diária da oração pessoal, discernimento por meio de uma revisão diária da própria vida, direção espiritual regular e retiro anual baseado nos Exercícios Espirituais de Inácio de Loyola. Os Exercícios Espirituais de Inácio de Loyola são a fonte específica e instrumento característico de sua espiritualidade. Os membros CVX assumem um estilo de vida simples à imitação do Cristo pobre e humilhado.

## A vida comunitária
A vida comunitária da CVX desenvolve-se fundamentalmente na reunião da comunidade. As reuniões são organizadas de forma a atingir a integração entre o evangelho e a vida dos membros CVX, sob a inspiração da espiritualidade inaciana. A oração, a partir do texto bíblico, segundo o método dos Exercícios Espirituais de Santo Inácio, é central tanto na vida pessoal do membro CVX quanto na vida comunitária. Durante a reunião, a confiança e amizade entre os membros, o aprofundamento de um tema ou texto evangélico, a partilha da vida e da oração de cada um e a revisão de vida são os instrumentos privilegiados. Não existe um tipo único de reunião: elas são adaptadas ao processo de crescimento grupal e ao momento da vida comunitária. O centro das reuniões são a partilha da experiência de cada membro, aquilo que cada um é e como vive e a integração desta vida com a fé cristã: as conquistas, as dificuldades e desafios são a matéria do discernimento espiritual. Busca-se com isto descobrir e aprofundar a vocação e missão de cada um no contexto de sua vida cotidiana.

## Missão
A vida da CVX é essencialmente apostólica. Seus membros procuram dar sentido apostólico às mais humildes ocupações cotidianas, tendo Maria como modelo de sua missão. Cada membro assume o compromisso de levar o Evangelho da salvação a todos, em todos os ambientes, e servir às pessoas e à sociedade. Segundo os Princípios Gerais n. 4: "somos particularmente conscientes da necessidade premente de trabalharmos pela justiça, por meio de uma opção preferencial pelos pobres e de um estilo de vida simples que expresse nossa liberdade e solidariedade com eles".
O apostolado do grupo tem uma grande variedade de formas: pode ser através do envolvimento pessoal de membros do grupo em ações discernidas e apoiadas pela comunidade, pelo envolvimento de todo o grupo em organizações religiosas ou laicas já existentes ou pela criação de novas iniciativas, individualmente ou em comunidade. Isto deve ser feito buscando-se o serviço que é mais urgente e universal.
Como participantes da sociedade humana, os Princípios Gerais n.8 também descrevem como missão da CVX:"... proclamar a Palavra de Deus e a trabalhar pela reforma das estruturas da sociedade, participando das esforços de libertação das vítimas de toda sorte de discriminação e, sobretudo, para abolir as diferenças entre ricos e pobres. Queremos contribuir para a evangelização das culturas a partir de dentro. Desejamos fazer tudo isto com um espírito ecumênico, prontos a colaborar com aquelas iniciativas que trabalhem pela unidade dos cristãos. Nossa vida encontra a sua Permanente inspiração no Evangelho do Cristo Pobre e humilde".

## Governo
A Comunidade Mundial de Vida Cristã é governada pela Assembleia Geral, que determina as políticas e normas, e pelo Conselho Executivo Mundial, que é responsável pela sua implementação ordinária. A Comunidade Nacional compreende todos os membros que em um determinado país procuram viver o estilo de vida e a missão CVX. A Comunidade Nacional é governada pela Assembleia Nacional e por um Conselho Executivo Nacional, eleito pelas comunidades. As Comunidades Nacionais podem estabelecer comunidades ou centros regionais ou diocesanos, compreendendo comunidades locais de uma determinada região. A Comunidade de Vida Cristã em cada nível tem um assistente eclesiástico designado conforme o Direito Canônico e as Normas Gerais.

## História da CVX

### Os dois primeiros séculos: a Congregação Mariana
Após a formação da Companhia de Jesus em 1540, Inácio de Loyola e os primeiros jesuítas, reuniram em torno de si grupos de leigos para cooperar no apostolado e assumir a responsabilidade de algumas obras apostólicas. Alguns destes grupos foram iniciados na experiência dos exercícios espirituais. As associações de homens adultos foram se especializando de tal forma que surgiram congregações de artesãos, sacerdotes, notários. Estes grupos tinham em comum a vivência espiritual e as obras de caridade.
Novas congregações com esta estrutura foram formadas nos colégios da Companhia de Jesus. Em 1563, Jean Leunis, jesuíta belga, fundou a primeira Congregação para estudantes do Colégio Romano (hoje Universidade Gregoriana), com a finalidade de integrar os estudos com a vida cristã e instituiu regras para o funcionamento deste grupo. A Congregação escolheu como seu título oficial: Congregação Mariana, tomando como patrona a Nossa Senhora da Anunciação. Esta Congregação tornou-se a Prima Primária, à qual todas as Congregações organizadas pelos jesuítas se agregaram posteriormente. As regras da Prima Primária foram aprovadas pelo Papa Gregório XIII em 1584, que entregou à autoridade dos jesuítas a nova Associação de leigos.
Esta metodologia de organização dos leigos foi utilizada pelos jesuítas na medida em que atuavam em missões ao redor do mundo. Ela garantia a continuidade das obras apostólicas na medida em que os padres necessitavam se deslocar para outras missões. Durante os dois primeiros séculos, entre 1584 e 1773 o crescimento das Congregações foi notável, chegando a 80 mil grupos. Muitos destes grupos se organizaram por ambiente: havia congregações de advogados, militares, alfaiates, artesãos, padres... O trabalho apostólico era variado: presos, doentes em hospitais, prostitutas, indigentes, etc. Diversos membros da Congregação Mariana tiveram sua canonização decretada: Francisco de Sales, João Berchmans, Afonso de Ligório, João Batista de La Salle, João Eudes e outros.

### As Congregações Marianas após a supressão daCompanhia de Jesus
Em 21 de julho de 1773, o Papa Clemente XIV assinou um breve extinguindo a Companhia de Jesus e suas obras apostólicas. Em 14 de novembro de 1773, o mesmo Papa autorizou a existência das Congregações Marianas funcionando sob a jurisdição do bispo local.
Em 7 de agosto de 1814, a Companhia de Jesus foi restaurada pelo Papa Pio VII. Dez anos depois, o Papa Leão XII restituiu aos jesuítas o poder de agregar Congregações Marianas à Prima Primária. A partir de então, as Congregações cresceram em número, umas impulsionadas pelos jesuítas e outras em paróquias ou centros docentes dirigidos por outros religiosos ou sob a jurisdição do bispo.

### De Congregação Mariana a Comunidade de Vida Cristã
Ao longo do século XX, as Congregações Marianas expandiram-se muito em número e diversidade.
Em 1922 o Superior Geral da Companhia de Jesus reuniu em Roma jesuítas que eram diretores de Congregações a fim de criar um Secretariado Internacional e fomentar a criação de Federações Nacionais, de forma a dar um impulso às Congregações Marianas.
Em 1948, o Papa Pio XII, que também fora congregado mariano, publicou a Constituição Apostólica Bis Saeculari. A partir da nova concepção do apostolado dos leigos que emergiu neste período, o documento definiu a identidade das Congregações Marianas. Foram consideradas “uma forma especial e eminente de Ação Católica”, sendo os exercícios espirituais o cerne de sua espiritualidade. Além disto, o documento estabeleceu as seguintes normas: nos locais próprios confiados aos jesuítas, estes seriam os responsáveis pelas congregações e nos outros locais, o responsável seria o bispo da diocese. Para ser considerado Congregação Mariana, um grupo deveria ser “agregado” à Prima Primária. Esta agregação seria concedida única e exclusivamente pelo Prepósito Geral da Companhia de Jesus, a pedido da autoridade eclesiástica local. Entretanto, esta agregação não conferiria à Prima Primária ou Companhia de Jesus nenhum direito sobre a Congregação.
Em 1952, a delegação das Congregações presente ao Congresso Eucarístico de Barcelona decidiram organizar os Estatutos de criação da Federação Mundial das Congregações Marianas. Em 2 de julho de 1953, o Papa Pio XII aprovou os estatutos. No ano seguinte, ocorreu a primeira Assembleia Mundial. A partir daí, Assembleias Mundiais foram organizadas a cada cinco anos. Estas assembleias prepararam novos Princípios Gerais em colaboração com o Secretariado Central e as Federações Nacionais. Como muitas outras organizações católicas, buscava-se a renovação dentro do espírito do Concílio Vaticano II e da nova teologia conciliar.
Durante o Congresso Mundial de Roma, em 1967, foram aprovados os novos Princípios Gerais. Mudou-se o nome do movimento renovado para Comunidade de Vida Cristã. Os novos Princípios Gerais foram aprovados “ad experimentum” pelo Papa Paulo VI e em 1971 foram aprovados definitivamente pela Santa Sé. A nova Federação Mundial ganhou autonomia: caberia a ela aprovar a filiação dos grupos, segundo estabelecido pelos Princípios Gerais. O Superior Geral da Companhia de Jesus renunciou livremente à sua autoridade em favor da Assembleia Mundial e de seu Conselho Executivo.
Hoje a CVX compreende-se como uma única Comunidade Mundial, expressa nas pequenas comunidades locais. Uma revisão dos Princípios Gerais foi efetuada e foram aprovados pela Santa Sé em 1990.
A renovação sofrida pelas Congregações Marianas não ocorreu sem tensões. No Brasil, as Congregações Marianas eram muito numerosas. Em 1935, o país era líder mundial em número de Congregações. Dois anos depois, foi criada a Federação Nacional das Congregações Marianas. Após a aprovação dos novos Princípios Gerais em 1967, a Federação Nacional filiou-se à Federação Mundial, aceitando os novos Princípios Gerais. Entretanto, optaram permanecer com o nome antigo, com a anuência da Federação Mundial. Simultaneamente a este processo, foram surgindo no país grupos de CVX na forma renovada, com apoio dos jesuítas, assim como, diversos grupos entre os cinco continentes resolveram permanecer com o nome de Congregação Mariana. Estes grupos foram se organizando de forma paralela e criaram seu próprio Conselho Nacional. Na Assembleia Mundial de 1988, foram admitidas duas delegações representando as comunidades brasileiras: uma enviada pela Congregação Mariana e outra enviada pelo Conselho Nacional da CVX. Embora tenham inicialmente aceito os novos Princípios Gerais, as Congregações Marianas do Brasil concluíram que esta nova forma de organização não estava de acordo com o espírito das Congregações Marianas originais. Na sua visão, constituía-se um movimento novo. Desta forma, decidiram por sua autonomia em relação à CVX Mundial durante Assembleia Nacional das Congregações Marianas realizada em 1991. Atualmente as Congregações Marianas do Brasil são uma associação pública de fiéis católicos com normas próprias e sob jurisdição da Conferência Nacional dos Bispos do Brasil.

## Reconhecimento pontifício
Em 1971, os Princípios Gerais da Comunidade de Vida Cristã foram aprovados pelo Pontifício Conselho para os Leigos, constituindo-se a CVX uma Organização Católica Internacional. Estes Princípios Gerais foram revisados em 1990 com aprovação canônica. Em 3 de dezembro de 1990, a CVX foi reconhecida pelo Pontifício Conselho para os Leigos como uma Associação Internacional de Fiéis de Direito Pontifício.

## Participação naOrganização das Nações Unidas
A CVX participa da Organização das Nações Unidas como uma ONG. Tem direito de enviar delegados às reuniões, intervir nos debates e colaborar com o Secretariado das Nações Unidas em questões referentes ao uso de recursos naturais, desenvolvimento, industrialização, ciência e tecnologia, população, direitos das mulheres e outros.

## Assembleias Mundiais[2]
A Comunidade Mundial se reúne fisicamente nas Assembleias Mundiais, realizadas atualmente a cada 5 anos. Participam das Assembleias as delegações das comunidades nacionais. O assistente eclesiástico nacional deve participar da delegação nacional. Ocorre em Buenos Aires, Argentina, a Assembleia Mundial de 2018.
É possível vislumbrar um pouco da evolução da CVX pelos temas desenvolvidos nas assembleias mundiais:

### 1954 -Roma,Itália
- Foi o início do processo de renovação das Congregações Marianas, buscando um retorno às raízes. Foi eleito o primeiro Conselho Executivo Mundial.

### 1959 -Newark,EUA
- Foram dados os primeiros passos para a redação de novos Princípios Gerais. Buscava responder o que representa a espiritualidade inaciana, a vida comunitária e o serviço apostólico para a pessoa e a comunidade nos dias de hoje.

### 1964 -Bombaim,Índia
- Ocorre em meio ao Concílio Vaticano II. Decide-se esperar os frutos que o Concílio traria à Igreja para aprovar os novos estatutos.

### 1967 -Roma,Itália
- São apresentados os novos Princípios Gerais, escritos à luz da redescoberta das fontes inacianas e do Concílio Vaticano II.
- Os Princípios Gerais apontam como estilo de vida: a espiritualidade inaciana, a vida comunitária, a união com a Igreja, serviço à justiça e à paz, a inspiração no Cristo pobre e humilde e a união com Maria como modelo.
- Os três pilares apresentados para a CVX são a espiritualidade inaciana, a vida comunitária e a missão.
- Optou-se pela mudança de nome. As até então Congregações Marianas passaram a constituir a Federação Mundial das Comunidades de Vida Cristã.

### 1970 -Santo Domingo,República Dominicana
- Nesta assembleia, os delegados vivenciaram uma crise, que provocou um processo de aprendizagem. Era necessário progredir passo a passo no desenvolvimento humano e espiritual , tanto individualmente como em comunidade, para viver plenamente a vocação à CVX.

### 1973 -Augsburgo,Alemanha[4]
- A Assembleia teve como tema: "CVX, uma comunidade a serviço da libertação de todo homem e de todos os homens".
- Como linhas de ação, a assembleia propôs:
  - Compromisso com a transformação das estruturas políticas, econômicas, sociais, culturais e religiosas.
  - Abertura ao mundo pela ação e colaboração com todos os homens de boa vontade; solidariedade com os mais pobres e oprimidos.
  - Reconhecimento da importância da formação enraizada nos Exercícios Espirituais como integradores de todas as dimensões da nossa vida.
  - Vida comunitária que dê testemunho de um estilo de vida simples.
- Comissão executiva eleita: Presidente: Roland CALCAT; Vice-presidente: Fred LEONE; Secretário: Hildegard Ehertman; Tesoureiro: Josette BEAUBIEN (Canadá); Consultores: José Antonio Esquivel (EUA);  Ben SIM; José Luis Velasco.

### 1976 -Manila,Filipinas[5]
- O tema da Assembleia foi: "Pobres com Cristo para um melhor serviço"
- A CVX foi convocada, enraizada em situações concretas, a estar aberta a ser tocada e confrontada pela realidade dos pobres para responder aos sinais dos tempos e para colaborar com a construção do Reino de Deus.
- Comissão executiva eleita: Presidente: Marte Vizons (Filipinas); Vice-presidente:  Hildegard Ehrtmann (Alemanha); Secretário: Maria Magdalena Palencia (México); Tesoureiro: José Antonio Esquivel (EUA); Consultores: Madeleine Alix (França);  Sidney D'Souza (Índia); Clara Julia Migliaro  (Argentina); Gian Carlo Murkovic - consultor jovem (Itália); Membros indicados: Rene Audet of Joliette (Assistente Eclesiástico); Pe. Patrick O'Sullivan SJ (Vice Assistente Eclesiástico); Jose Gsell (Secretário Executivo).

### 1979 -Roma,Itália[6]
- Tema: "Rumo a uma comunidade mundial a serviço de um só mundo"
- Aprofundou-se o sentido de pertença mais profunda em relação  ao expresso pela palavra "federação".
- Colocou-se a pergunta: "devemos trabalhar ativamente para nos tornarmos uma comunidade mundial?"
- Comissão executiva eleita: Presidente: Tobie Zakia (Líbano-França); Vice-presidente: Fred Leone (EUA); Secretário: Maria Magdalena Palencia (México); Tesoureiro: Brendon McLoughlin (Irlanda); Consultores: Clara Julia Migliaro(Argentina); Wilfred Perera (Sri Lanka); Setsuko Nagashima (Japan); Membros indicados: Rene Audet of Joliette (Assistente Eclesiástico); Pe. Patrick O'Sullivan SJ (Vice Assistente Eclesiástico); Jose Gsell (Secretário Executivo).

### 1982 -Providence,EUA[7]
- Nasceu um novo sentido de comunhão a partir da experiência vivida de comunidade mundial. Percebeu-se uma maior consciência de comunidade e participação, abriu-se o discernimento comum em busca de caminhos para uma resposta comum a demandas surgidas de situações particulares.
- Percebeu-se uma clara confirmação para tornar-se uma Comunidade Mundial.
- Comissão executiva eleita: Presidente: Tobie Zakia (Frnaça); Vice-presidente: Josefina Errazuriz (Chile); Secretário: Brendan McLoughlin (EUA);  Consultores: Wilfred Perera (Sri Lanka); Jack Milan (Canadá); Felicitas Katepa (Zâmbia); Francisco Sanz (Espanha); Membros indicados: Padre Geral (Assistente Eclesiástico); Pe. Patrick O'Sullivan SJ (Vice Assistente Eclesiástico); Jose Gsell (Secretário Executivo).

### 1986 -Loyola,Espanha[8]
- Tema: "Fazei tudo o que Ele vos disser - Maria, modelo de nossa missão".
- Ponto de partida da CVX como comunidade apostólica.
- A CVX sentiu-se confirmada em sua identidade arraigada nos Exercícios Espirituais: enviada em missão com Cristo pobre e humilde e imitando Maria em liberdade, pobreza e solidariedade.
- "Não podemos ser fiéis a nossa missão sem situá-la no marco da comunidade, sentindo que efetivamente toda a comunidade é enviada em comunhão de mente e coração".
- Comissão executiva eleita: Presidente: Brenda McLoughlin (Irlanda); Vice-presidente: Josefina Errazuriz (Chile); Secretário: Marie Schimelfening  (EUA); Tesoureiro: Anthony Martyris (Índia); Consultores: Jack Milan (EUA); Tasinda Pagu (Zaire); Eadoin Hui  (Hong Kong); Membros indicados: Pe. Peter-Hans Kolvenbach SJ (Assistente Eclesiástico); Pe. Tim Quinlan SJ (Vice Assistente Eclesiástico); Jose Reyes (Secretário Executivo).

### 1990 -Guadalajara,México[9]
- A CVX é convidada a refletir mair profundamente sobre ser e estar a serviço do Reino enquanto comunidade leiga, inaciana e missionária na Igreja, com profundo sentido de missão e com maior implicação comum na missão.
- Apresentada uma revisão dos Princípios Gerais que refletem a consciência de ser uma única comunidade e as experiências de desafios vividos desde 1967.
- Comissão executiva eleita: Presidente: Brenda McLoughlin (Irlanda); Vice-presidente: Maria Clara Lucchetti Bingerman (Brasil); Secretário: Ingeborg von Grafenstein (Alemanha); Consultores: Jose Maria Riera (Espanha); Eadaoin Hui (Hong Kong); Mary Nolan (Austrália); Membros indicados: Pe. Peter-Hans Kolvenbach SJ (Assistente Eclesiástico); Pe. Tim Quinlan SJ, até janeiro de 1991, seguido por Pe. Julian Elizalde o restante do período (Vice Assistente Eclesiástico); Jose Reyes (Secretário Executivo).

### 1994 -Hong Kong[10]
- Tema: "Vim trazer fogo à terra e como gostaria que já estivesse ardendo".
- Buscou-se aprofundar a compreensão sobre onde a CVX, enquanto comunidade em desenvolvimento, estava sendo chamada.
- "Enquanto Comunidade Mundial, devemos buscar uma maior integração da realidade social e seus problemas e desafios em tudo o que vivemos e fazemos... Seu Espírito, que preside a história, nos move e impulsiona a estar atentos aos sinais dos tempos e a fazer de nossa experiência espiritual um serviço constante e humilde à construção da justiça e da paz. Tudo isso devemos viver não só com palavras, mas em obras e em verdade".
- Pergunta-se: onde está a CVX no mundo? Que devemos fazer por Cristo?
- Comissão executiva eleita: Presidente: Jose M. Riera (Espanha); Vice-presidente: Maria Clara Luchetti Bingerman (Brasil); Tesoureiro": Vitaliano Nañagas (Filipinas); Secretário: Ingeborg von Grafenstein (Alemanha); Consultores: Johan Vlogaert (Bélgica); Mary Nolan (Austrália); Victor Kachaka (Zâmbia); Membros indicados: Pe. Peter-Hans Kolvenbach SJ (Assistente Eclesiástico); Pe. Julian Elizalde SJ (Vice Assistente Eclesiástico); Roswitha Cooper (Secretário Executivo).

### 1998 -Itaici,Brasil[11]
- Tema: "CVX, carta de Cristo enviada ao mundo de hoje". Aprofundando nossa identidade como corpo apostólico.
- Definiu-se três áreas de missão:  Cristo e a realidade social, Cristo e a cultura, Cristo e a vida cotidiana.
- O documento "Nossa missão comum" apresenta critérios e orientações para o serviço e a missão da CVX em seus diversos níveis, e alguns meios para a missão comum.
- Comissão executiva eleita: Presidente: Jose M. Riera I Mas (Espanha); Vice-presidente: Mary Nolan (Austrália); Secretário: Brigitte Minier (França); Consultores: Daniela Frank (Alemanha); Victor Kachaca (Zâmbia); Veronica Villegas (Filipinas); Membros indicados: Pe. Peter-Hans Kolvenbach SJ (Assistente Eclesiástico); Pe. Fernando Salas SJ (Vice Assistente Eclesiástico); Gilles Michaud (Secretário Executivo).

### 2003 -Nairóbi,Quênia[12]
- Tema: "Enviados por Cristo, membros de um só corpo"
- Foi apresentado o polinômio apostólico DEAA (discernir, enviar, apoiar e avaliar) como método da CVX. Em comunidade é realizado o discernimento dos apelos recebidos, a comunidade envia a viver o serviço apostólico discernido e provê apoio à realização desta missão. Ao longo do tempo, a comunidade avalia a missão com o membro ou o grupo enviado. Assim o serviço individual se converte em missão comum.
- Comissão executiva eleita: Presidente: Daniela Frank (Alemanha); Vice-presidente: José Reyes (Chile); Secretário: Leah Michaud (Canadá);  Consultores: Levi Matseche (Quênia); Chris Micalef (Malta); Lois Campbell (EUA); Rita El-Ramy (Líbano); Membros indicados: Pe. Peter-Hans Kolvenbach SJ (Assistente Eclesiástico); Pe. Fernando Salas SJ (Vice Assistente Eclesiástico); Guy Mazingi (Secretário Executivo).

### 2008 -Fátima,Portugal[13]
- Tema: "Avançando como Corpo Apostólico: nossa resposta a essa graça de Deus".
- Refletir sobre o vivido e o discernimento das experiências e desafios foi visto como uma confirmação da experiêmcoa de Nairóbi.
- O polinômio apostólico DEAA foi visto como um meio para construir o corpo apostólico, considerando a "unidade na diversidade" como característica da CVX e do seu carisma, bem como um instrumento para a missão.
- Desperta a consciência de que este modo de viver a vocação é um sinal profético para os outros.
- Como fruto, busca-se ampliar e aprofundar redes de discernimento e ação conjunta em todos os níveis e particularmente com a Companhia de Jesus.
- Comissão executiva eleita: Presidente: Daniela Frank (Alemanha); Vice-presidente: Chris Micalef (Malta); Secretário: Lois Campbell (EUA);  Consultores: Maurício López (México); Edel Churu (Quênia); Chris Hogan (Austrália); Rita El-Ramy (Líbano);  Membros indicados: Pe. Adolfo Nocolás SJ (Assistente Eclesiástico); Pe. Alberto Brito SJ (Vice Assistente Eclesiástico); Secretário Executivo: Guy Mazingi.

### 2013 -Beirute,Líbano[14]
- Neste ano, celebrava-se os 450 anos das comunidades leigas inacianas.
- Tema: "De nossas raízes até as fronteiras".
- Busca-se assumir as raízes da CVX, honrar a identidade, os documentos fundantes e experiências concretas das pessoas que deram suas vidas a serviço da CVX.
- Definiu-se como fronteiras apostólicas quatro áreas: globalização e pobreza, a família, a ecologia e a juventude.
- Comissão executiva eleita: Presidente: Mauricio Lopez (México); Vice-presidente: Edel Churu (Quênia); Secretário: Najat Sayegh (Líbano); Consultores: Denis Dobbelstein (Bélgica); Chris Hogan (Australia); Anne-Marie Brennan (EUA); Josephine Shamwana-Lungu (Zâmbia); Membros indicados: Pe. Adolfo Nocolás SJ (Assistente Eclesiástico); Luke Rodrigues SJ (Vice Assistente Eclesiástico); Secretários Executivos: Franklin Ibanez and Sofia Montanez.

### 2018 -Buenos Aires,Argentina[15]
- Realizada em julho de 2018, teve como tema: "CVX, um presente para a Igreja e para o mundo".
- Levou a três caminhos:
  - Aprofundar a identidade através da conversão interna e o cuidado com o carisma em todas as dimensões;
  - Compartilhar com os outros o dom da espiritualidade inaciana vivida como uma vocação leiga. Considerou-se o discernimento e as ferramentas  métodos inacianos como dons preciosos que não devem ser guardados na CVX.
  - Sentiu-se o chamado de ir além para servir aos mais necessitados e semear as sementes de misericórdia, alegria e esperança no mundo, de forma a seguir Jesus mais de perto e trabalhar com ele na construção do Reino.
- Comissão Executiva Eleita: Presidente: Denis Dobbelstein (Belgica); Vice-presidente: Ann Marie Brennan (EUA); Secretário: Catherine Waiyaki (Quênia); Consultores: Fernando Vidal (Espanha); Najat Sayegh(Líbano); Daphne Ho (Hong Kong); Diego Pereira (Uraguai); Membros indicados: Pe. Arturo Sosa, S.J. (Assistente Eclesiástico); Luke Rodrigues SJ (Vice Assistente Eclesiástico); Secretários Executivos: Alwin D Macalalad e Rojean Edith C Macalalad.